# 假单花杜鹃
假单花杜鹃（学名：Rhododendron pemakoense），为杜鹃花科杜鹃花属下的一个植物种。